# مات همينغواي
مات همينغواي (بالإنجليزية: Matt Hemingway)‏ هو منافس ألعاب قوى أمريكي، ولد في 24 أكتوبر 1972 في لوس أنجلوس في الولايات المتحدة.

## وصلات خارجية
- مات همينغواي على موقع الاتحاد الدولي لألعاب القوى (الإنجليزية)
- مات همينغواي على موقع اللجنة الأولمبية الدولية (الإنجليزية)
- مات همينغواي على موقع أوليمبيديا (الإنجليزية)
- مات همينغواي على موقع اللجنة الأولمبية والبارالمبية الأمريكية (الإنجليزية)